# پاتریک بابومیان
پاتریک بابومیان (ارمنی: Պատրիկ Բաբումյան متولد ۱ ژوئیه ۱۹۷۹ در آبادان) رقابت‌کننده قوی‌ترین مرد، ورزشکار قدرتی و بدن‌ساز سابق اهل آلمان است. وی از سال ۲۰۰۵، گیاهخوار بوده و همینک به عنوان چهره فعال جدید بنیاد مردمی رعایت اصول اخلاقی در برابر حیوانات در تبلیغ گیاهخواری شناخته می‌شود.

## زندگی‌نامه
پدرش اهل آبادان و مادرش اهل اصفهان است. پدر و مادر او جزو ارامنه ایران هستند. او در هفت سالگی به همراه مادر و مادربزرگش به هاتنهف، آلمان مهاجرت کرد. او در سال ۱۹۹۹ برنده اولین جایزه خود، جایزه زیبایی اندام در بین جوانان آلمانی شد و در سال ۲۰۰۱ توانست جایزهٔ قوی‌ترین مرد آلمان را کسب کند. او که از سال ۲۰۰۵ گیاهخوار بود در ۲۰۱۱ وگان شد. او دارای لقب قوی‌ترین مرد آلمان است.

## جزئیات

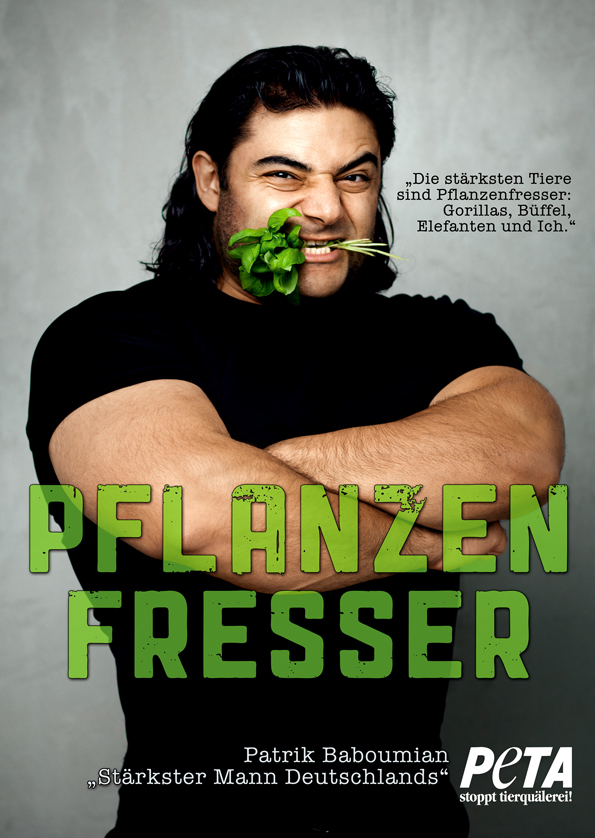
پاتریک بابومیان posing for بنیاد مردمی رعایت اصول اخلاقی در برابر جانوران در ۲۰۱۱

- قد: ۱.۷۱ سانتی‌متر
- وزن: ۱۱۶ کیلوگرم
- دور بازو: ۵۰ سانتی‌متر
- پرس سینه: ۲۱۵ کیلوگرم
- اسکات: ۳۱۰ کیلوگرم
- ددلیفت: ۳۶۰ کیلوگرم

## دستاوردها
- قهرمانی در آلمان در سال‌های ۱۹۹۹، ۲۰۰۷٬۲۰۰۹، ۲۰۱۰، ۲۰۱۱
- قهرمانی در دنیا در سال‌های ۲۰۰۹، ۲۰۱۱ و قهرمانی در اروپا در ۲۰۱۲